# Minidorysthetus iodiellus
Minidorysthetus iodiellus är en skalbaggsart som beskrevs av Bates 1888. Minidorysthetus iodiellus ingår i släktet Minidorysthetus och familjen Rutelidae. Inga underarter finns listade i Catalogue of Life.